# Claude-Charles Dallet
Claude-Charles Dallet (1829–1878) fue un misionero católico conocido por su obra La historia de la Iglesia de Corea ( Histoire de l'Église de Corée ).
Charles Dallet nació en Langres, Francia, el 18 de octubre de 1829. Se unió a la Sociedad de Misiones Extranjeras de París en 1850 y fue ordenado sacerdote el 5 de junio de 1852. Poco después, fue enviado a Mysore, all sur de la India. Fue nombrado vicario apostólico en Bangalore en 1857. En 1859, publicó allí, en inglés, una obra titulada Catecismo controvertido, o respuestas breves a las objeciones de los protestantes contra la religión verdadera .
Pasó los años 1860 a 1863 en Francia, recuperándose de su epilepsia . Durante este período, supervisó la fundición de fuentes tipográficas para los idiomas télugu y canarés, las cuales se llevó consigo cuando regresó a Bangalore en 1863, usándolas para algunas publicaciones en lenguas vernáculas bajo su dirección. En 1867, volvió a enfermarse y regresó a Francia.
En 1870 fue enviado a Quebec en una gira de conferencias. Permaneció un tiempo en la Universidad Laval de Quebec. Fue allí donde clasificó los manuscritos relacionados con la Iglesia católica en Corea, en gran parte obra del obispo martirizado Antonio Daveluy, que proporcionó el material para su Histoire de l'Église de Corée (1874, dos volúmenes). En 1877, Dallet regresó a la India, esta vez pasando por Rusia, Manchuria, China y Japón. Desde Japón se detuvo en Cochinchina . Mientras estaba en Tonkin, murió de disentería el 25 de abril de 1878.